# Place de la Constitution (Varsovie)
Pour les articles homonymes, voir Place de la Constitution.
La place de la Constitution (polonais : Plac Konstytucji) est une place située dans l'arrondissement de Śródmieście (Centre-ville) à Varsovie.